# Château de Nampont
Le château de Nampont est en fait une maison forte située sur le territoire de la commune de Nampont, au nord-ouest du département de la Somme, dans le département de la Somme, en région Hauts-de-France.

## Historique
Le fief de Nampont est cité dès 858. Le château appartient à la famille de Nampont jusqu'à la fin du XIIIe siècle, puis à la famille de Bernâtre en 1335, avant d'échoir à la famille du Quesnoy en 1377. Après 1380, est construite la porterie d'entrée. Au XVe siècle, Jean de Biencourt est seigneur de Nampont. La seigneurie passe ensuite à Josse de Vaudricourt qui épouse Marie de Biencourt. C'est lui qui fait vraisemblablement reconstruire les bâtiments au nord dominés par deux tours dont une seule subsiste.
François Ier réunit, dans le château, les membres du parlement de Paris, en 1517, pour ratifier le Concordat de Bologne. Adrien de Vaudricourt est alors propriétaire des lieux.
En 1635, les troupes du roi d'Espagne pillent le château. Il est par la suite reconverti en poste douanier pour la perception de la gabelle.
En 1570, Anne de Vaudricourt transmet ses biens à la famille de Monchy d'Hocquincourt qui finit par vendre le château en 1712 à Becquin qui effectue les réparations nécessaires après les invasions espagnoles. La famille du Maisniel, nouveau propriétaire, poursuit les réparations. Gédéon du Maisniel, propriétaire à partir de 1798, remplace le pont-levis par un pont dormant et fait apposer ses armoiries à l'entrée.

## Description
La maison forte de Nampont est un édifice polygonal du XVe siècle construit autour d'une cour rectangulaire protégée par des douves en eau, alimentées par des sources. Une tour ronde au nord-est renforce le système défensif. Au sud-est, l'entrée est composée d'une porte charretière et d'une poterne aujourd'hui bouchée. Cette entrée était défendue par deux tours en éperon. Un pont-levis permettait de franchir les douves à chaque porte. Sont encore visibles les consoles de mâchicoulis construites au XVe siècle, postérieurement à la construction de l'entrée. Jadis pourvus d'un chemin de ronde dont il ne subsiste que quelques éléments, les murs défensifs sont percés de nombreuses meurtrières en pierre dure.
Au XVIe siècle, le système défensif est modifié pour être adapté à l'artillerie : des bouches à feu rectangulaires à double ébrasement sont percées à la base des tours en éperon, sur le flanc est et à la base de la tour ronde. Au nord, sont percées des canonnières arrondies.
Un puits octogonal ouvragé demeure dans un coin de la cour intérieure. Au nord, une tourelle d'escalier permet d'accéder aux étages supérieurs. La reconstruction du XVIIe siècle a gardé une partie du chemin de ronde percé de deux meurtrières ébrasées, voûtées en tiers-point. Il donne accès au second niveau qui à partir de 1725, sert de poste de perception pour la gabelle.
En 1944, la courtine ouest avec un tour qui abritait des bâtiments agricoles est détruite par les bombardements. Des restaurations contemporaines visent en particulier à réparer les dommages de la Seconde Guerre mondiale.

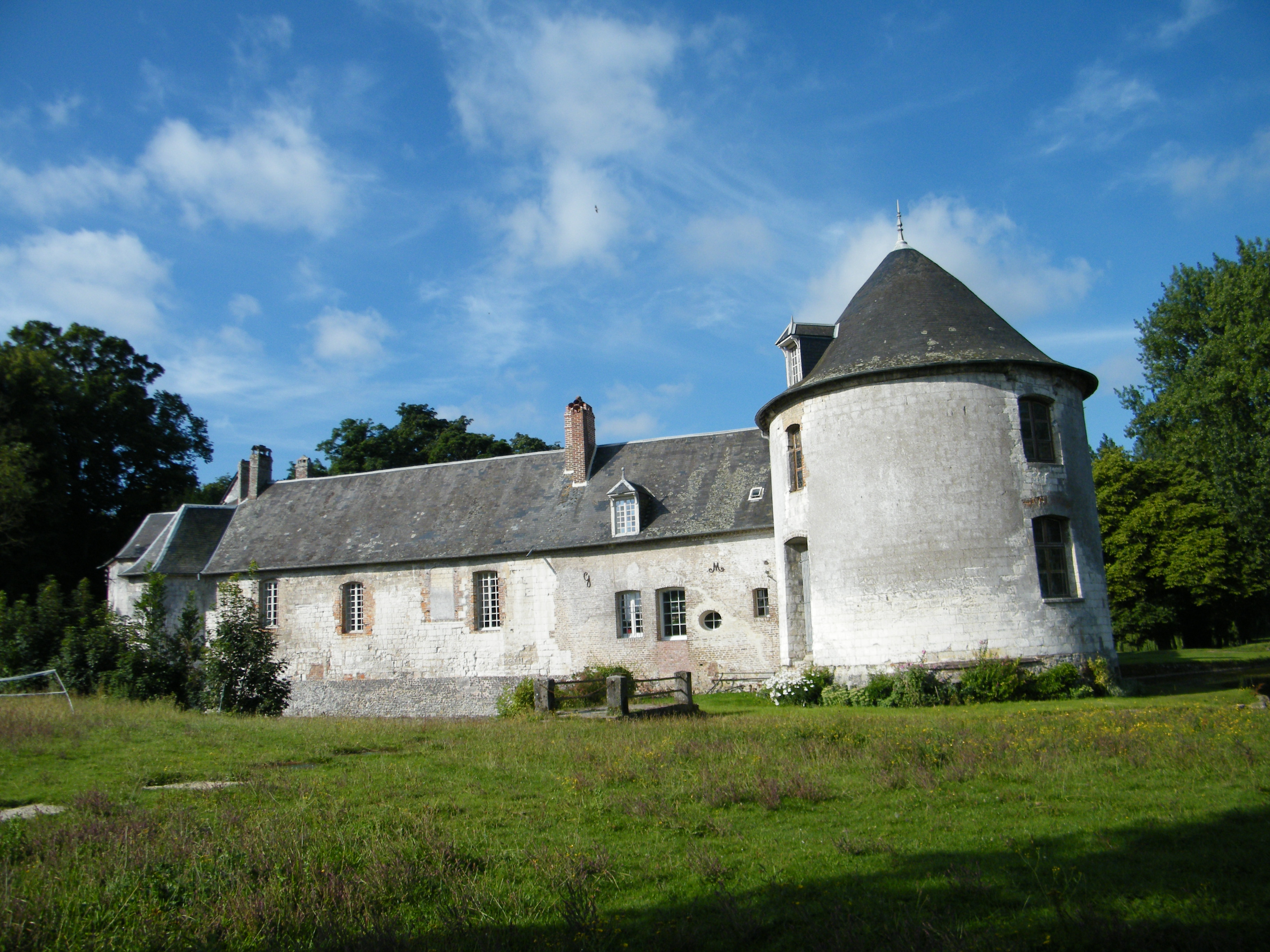
Tour défensive au nord.
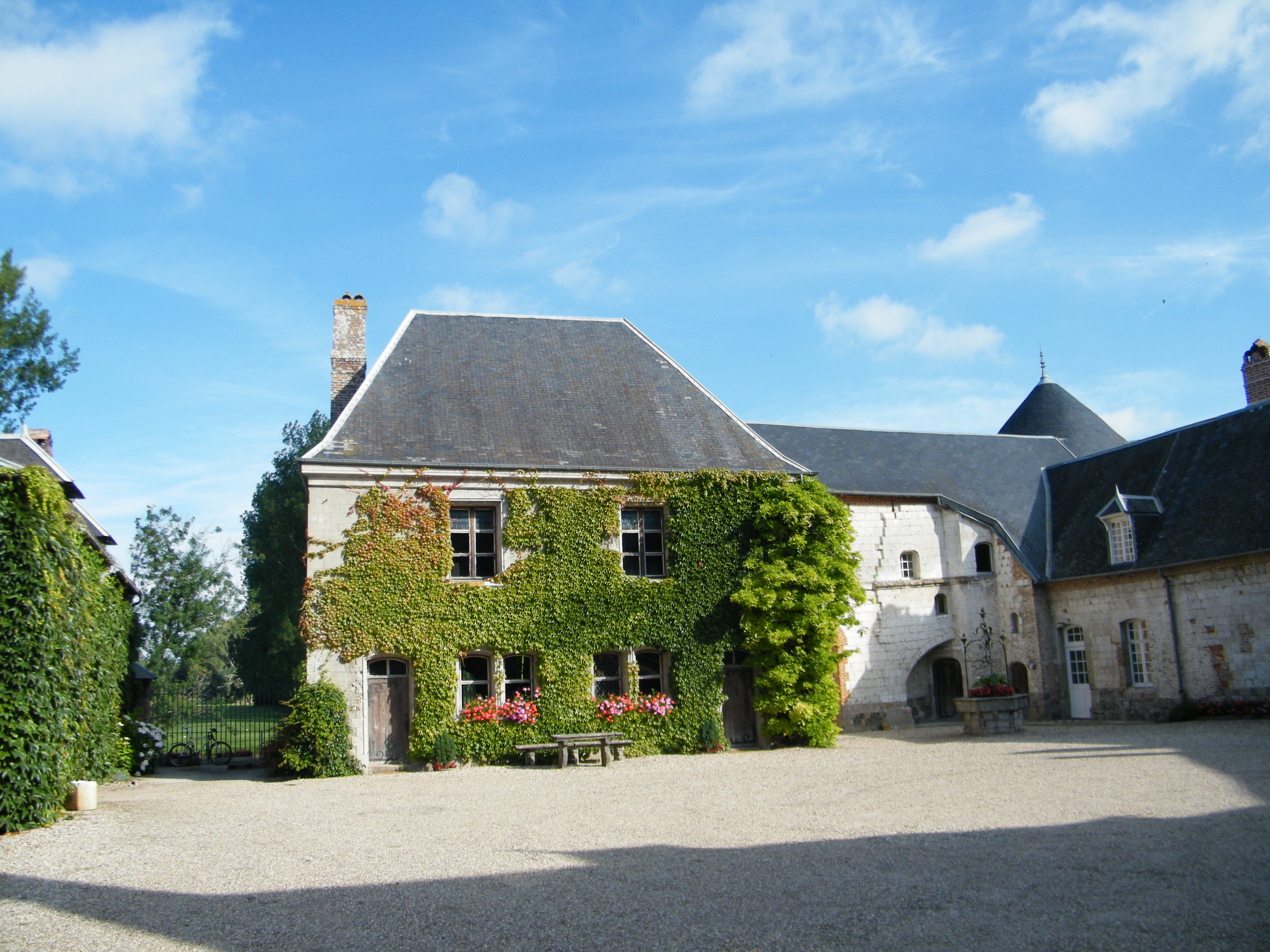
Cour intérieure.
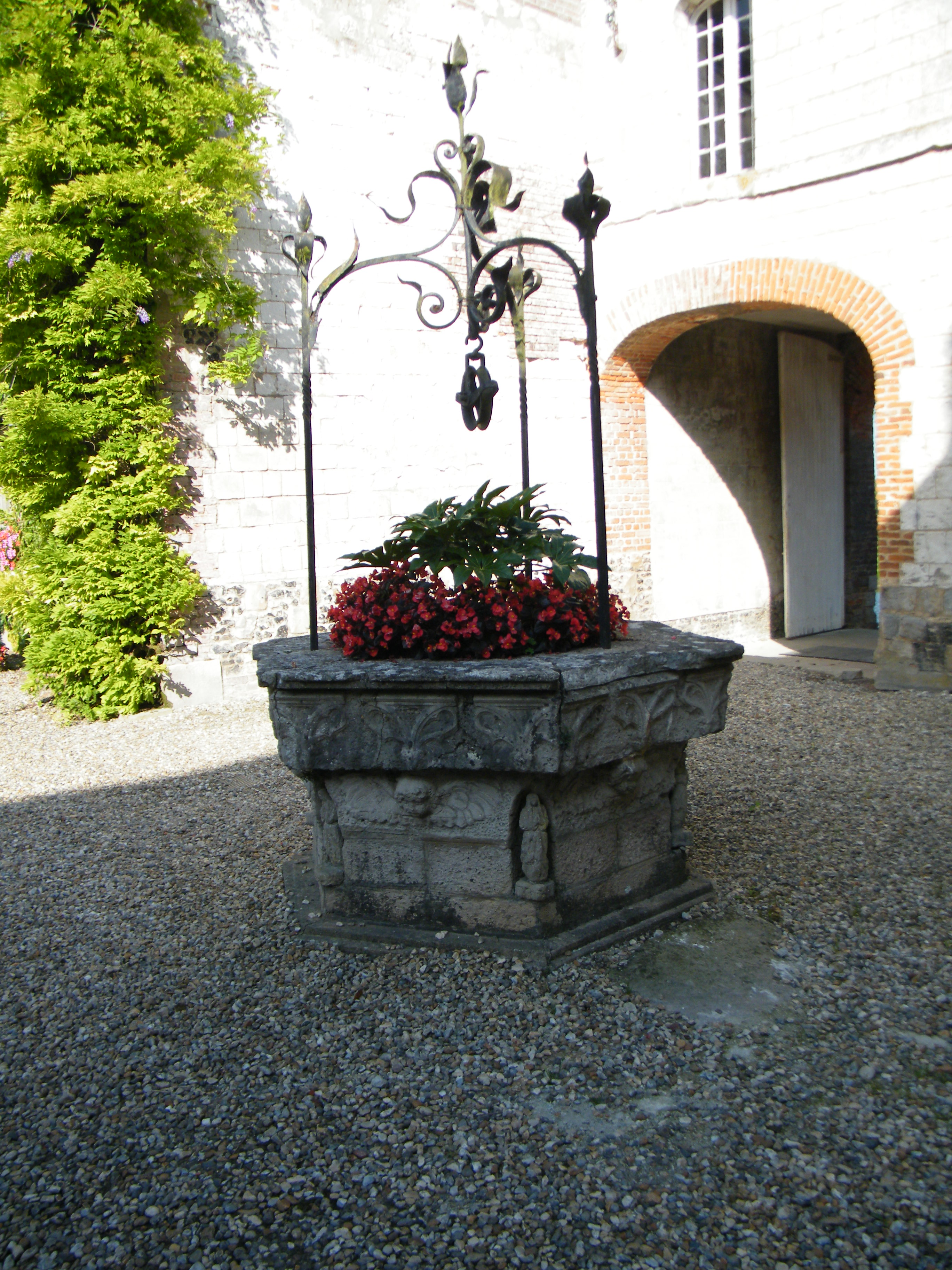
Puits.
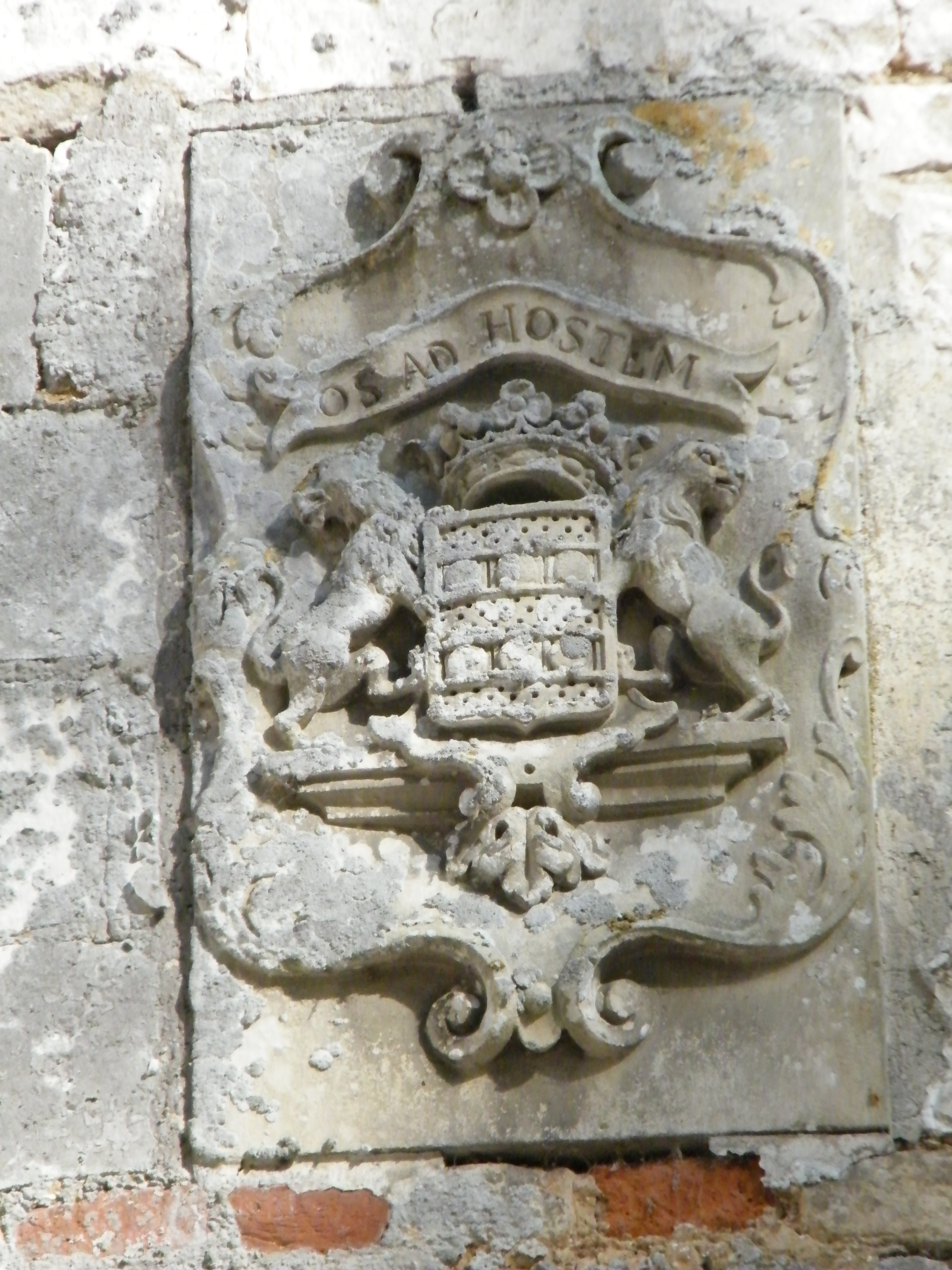
Armoiries au-dessus de la voûte d'entrée.